# Festival Eurovisão da Canção 2026
O Festival Eurovisão da Canção 2026 será a 70.ª edição do Festival Eurovisão da Canção. Será organizado pela União Europeia de Radiodifusão (UER) e pelo organismo de radiodifusão anfitrião designado, que se espera que seja a emissora austríaca Österreichischer Rundfunk (ORF), após a vitória de Johannes Pietsch com a música "Wasted Love" no concurso de 2025.  O festival será realizado em Vienna, no Wiener Stadthalle. Espera-se que o concurso tenha lugar em maio de 2026.

## Lista provisória de participantes
A elegibilidade para participar no Festival Eurovisão da Canção exige uma emissora nacional com adesão ativa à EBU, capaz de receber o concurso através da rede Eurovisão e de o transmitir em direto a nível nacional. A EBU emite um convite para participar no concurso a todos os membros ativos.
Em maio de 2025, os seguintes quatro países confirmaram a sua intenção de participar no concurso:
| País participante | Emissora | Artista | Título original da canção | Idiomas de interpretação | Data da seleção         | Ref.          |
| País participante | Emissora | Artista | Tradução em português     | Idiomas de interpretação | Data da seleção         | Ref.          |
| ----------------- | -------- | ------- | ------------------------- | ------------------------ | ----------------------- | ------------- |
| Albânia           | RTSH     | –       | –                         | –                        | Dezembro de 2025        | [ 3 ]         |
| Albânia           | RTSH     | –       | –                         | –                        | Dezembro de 2025        | [ 3 ]         |
| Alemanha          | SWR[en]  | –       | –                         | –                        | –                       | [ 4 ]         |
| Alemanha          | SWR[en]  | –       | –                         | –                        | –                       | [ 4 ]         |
| Áustria           | ORF      | –       | –                         | –                        | Fevereiro de 2026       | [ 5 ] [ 6 ]   |
| Áustria           | ORF      | –       | –                         | –                        | Fevereiro de 2026       | [ 5 ] [ 6 ]   |
| Azerbaijão        | İTV      | –       | –                         | –                        | –                       | [ 7 ]         |
| Azerbaijão        | İTV      | –       | –                         | –                        | –                       | [ 7 ]         |
| Chipre            | CyBC     | –       | –                         | –                        | –                       | [ 8 ]         |
| Chipre            | CyBC     | –       | –                         | –                        | –                       | [ 8 ]         |
| Dinamarca         | DR       | –       | –                         | –                        | 14 de fevereiro de 2026 | [ 9 ] [ 10 ]  |
| Dinamarca         | DR       | –       | –                         | –                        | 14 de fevereiro de 2026 | [ 9 ] [ 10 ]  |
| Espanha           | RTVE     | –       | –                         | –                        | 14 de fevereiro de 2026 | [ 11 ] [ 12 ] |
| Espanha           | RTVE     | –       | –                         | –                        | 14 de fevereiro de 2026 | [ 11 ] [ 12 ] |
| Finlândia         | Yle      | –       | –                         | –                        | 28 de fevereiro de 2026 | [ 13 ] [ 14 ] |
| Finlândia         | Yle      | –       | –                         | –                        | 28 de fevereiro de 2026 | [ 13 ] [ 14 ] |
| Grécia            | ERT      | –       | –                         | –                        | –                       | [ 15 ] [ 16 ] |
| Grécia            | ERT      | –       | –                         | –                        | –                       | [ 15 ] [ 16 ] |
| Israel            | KAN      | –       | –                         | –                        | –                       | [ 17 ]        |
| Israel            | KAN      | –       | –                         | –                        | –                       | [ 17 ]        |
| Letónia           | LSM[en]  | –       | –                         | –                        | 14 de fevereiro de 2026 | [ 18 ] [ 19 ] |
| Letónia           | LSM[en]  | –       | –                         | –                        | 14 de fevereiro de 2026 | [ 18 ] [ 19 ] |
| Lituânia          | LRT      | –       | –                         | –                        | –                       | [ 20 ]        |
| Lituânia          | LRT      | –       | –                         | –                        | –                       | [ 20 ]        |
| Luxemburgo        | RTL      | –       | –                         | –                        | 24 de janeiro de 2026   | [ 21 ] [ 22 ] |
| Luxemburgo        | RTL      | –       | –                         | –                        | 24 de janeiro de 2026   | [ 21 ] [ 22 ] |
| Malta             | PBS      | –       | –                         | –                        | –                       | [ 23 ]        |
| Malta             | PBS      | –       | –                         | –                        | –                       | [ 23 ]        |
| Noruega           | NRK      | –       | –                         | –                        | –                       | [ 24 ] [ 25 ] |
| Noruega           | NRK      | –       | –                         | –                        | –                       | [ 24 ] [ 25 ] |
| Países Baixos     | AVROTROS | –       | –                         | –                        | –                       | [ 26 ] [ 27 ] |
| Países Baixos     | AVROTROS | –       | –                         | –                        | –                       | [ 26 ] [ 27 ] |
| Reino Unido       | BBC      | –       | –                         | –                        | –                       | [ 28 ] [ 29 ] |
| Reino Unido       | BBC      | –       | –                         | –                        | –                       | [ 28 ] [ 29 ] |
| Sérvia            | RTS      | –       | –                         | –                        | –                       | [ 30 ]        |
| Sérvia            | RTS      | –       | –                         | –                        | –                       | [ 30 ]        |
| Suécia            | SVT      | –       | –                         | –                        | –                       | [ 31 ]        |
| Suécia            | SVT      | –       | –                         | –                        | –                       | [ 31 ]        |
| Suíça             | SRG SRR  | –       | –                         | –                        | –                       | [ 32 ]        |
| Suíça             | SRG SRR  | –       | –                         | –                        | –                       | [ 32 ]        |

### Países que não confirmaram a sua participação ou não participação
- Bélgica – No dia 9 de julho de 2025, VRT informou que a RTBF ainda não tinha confirmado a sua participação na Eurovisão 2026 e pretende esperar, enquanto continua a organizar o seu método de seleção como de costume.[33]
- Cazaquistão – No dia 8 de julho de 2025, o presidente do conselho de administração da Khabar Agency, Kemelbek Oishybayev, declarou que na Assembleia Geral da UER (ou EBU), no início de julho, ele propôs ao diretor geral da UER (ou EBU), Noel Curran[en], para convidar o Cazaquistão para o festival e que Noel Curran assugurou que o problema será discutido na próxima reunião da UER (ou EBU).[34][35]
- Chéquia – No dia 15 de junho de 2025, um representante do departamento de imprensa da ČT, Radek Konečný, declarou que a emissora irá anunciar a sua decisão da participação da Chéquia na Eurovisão 2026 no outono de 2025.[36]
- Eslovénia – No dia 26 de maio de 2025, RTVSLO que irá reconsiderar a sua participação no festival, se a UER (ou EBU) não responder adequadamente às preocupações em torno da "transparência do voto", a referir-se à vitória de Israel no televoto na Eurovisão 2025.[37]
- Islândia – No dia 13 de agosto de 2025, a diretora de programa da RÚV, Eva Georgs Ásudóttir, declarou que a decisão da participação da Islândia na Eurovisão 2026 será feita no outono de 2025.[38]
- Macedónia do Norte – No dia 16 de maio de 2025, jornalista macedónia, Aleksandra Jovanovska, deu uma intrevista no programa da MRT, Makedonija nautro, no qual ela disse que a emissora ainda está interessada em retornar para a Eurovisão. Ela afirmou que há diversos artistas que expressaram o seu interesse em representar a Macedónia do Norte, caso o país retorne, e os problemas, que altualmente impedem a participação, incluem a falta de um formato de seleção adequado e os custos da participação.[39] Macedónia do Norte participou pela última vez em 2022.
- Montenegro – No dia 15 de junho de 2025, RTCG declarou que a decisão da participação do Montenegro na Eurovisão 2026 será decidida no final de setembro de 2025.[40]
- San Marino – No dia 5 de agosto de 2025, SMRTV declarou que nenhuma decisão tinha sido feita sobre a participação de San Marino na Eurovisão 2026.[41]

## Outros países
- Andorra – No dia 26 de maio de 2025, RTVA confirmou que não irão participar na Eurovisão 2026 e que não irão colaborar com a emissora catalã, TV3, para um possível retorno.[42][43] Andorra participou pela última vez em 2009.
- Bósnia e Herzegovina – No dia 9 de julho, BHRT confirmou que não irão retornar na Eurovisão 2026.[44] Bósnia e Herzegovina participou pela última vez em 2016
- Eslováquia – No dia 23 de julho de 2025, foi divulgado uma declaração de Filip Púchovský,um representante de imprensa da STVR[en], onde ele declarou que "os custos da participação completa, incluindo taxas de licenciamento, produção e logistícas, são desproporcionalmente altas comparadas o rendimento e o impacto social", e que a Eslováquia não irá retornar para o festival em 2026.[45] Eslováquia participou pela última vez em 2012.

## Transmissão do Festival
Todos os organismos de radiodifusão participantes podem optar por ter comentadores no local ou à distância que forneçam informações sobre a votação ao seu público local. Embora sejam obrigados a transmitir a final e a semi-final em que o seu país vota, a maior parte dos organismos de radiodifusão cobre os três programas. Alguns organismos de radiodifusão não participantes também transmitem o concurso. O canal do Festival Eurovisão da Canção no YouTube sempre oferece transmissões internacionais em direto, sem comentários, de todos os espectáculos.

### Países participantes
| País   | Emissora | Canal(ais)         | Programa(s)        | Comentador(es)      | Ref.   |
| ------ | -------- | ------------------ | ------------------ | ------------------- | ------ |
| Grécia | ERT      | Para ser anunciado | Todos os programas | Giorgos Kapoutzidis | [ 46 ] |